# Астраханский газоперерабатывающий завод
Астраханский газоперерабатывающий завод — один из крупнейших в мире газохимических комплексов. Работает с 1985 года: две очереди завода были поочерёдно запущены в эксплуатацию в 1986, 1997 годах. Численность сотрудников 5600 человек. Является крупнейшим предприятием Астраханской области. Железнодорожная станция ГПЗ.
21 июня 2021 года стало известно о двух рабочих, отравившихся сероводородом на АГЗ. В результате погиб один рабочий. 
В июне 2021 года было получено положительное заключение на проектную документацию и результаты инженерных изысканий на 2-й этап реконструкции производственных участков Астраханского газоперерабатывающего завода (ГПЗ) Газпрома.

## Продукция
- автомобильный бензин марок АИ-92-К5 и АИ-95-К5
- топливо дизельное
- топливо газоконденсатное
- газ горючий природный (природная смесь газов метанового ряда)
- газы углеводородные сжиженные топливные (бутан, пропан, ПБА (пропан-бутан автомобильный), СПБТ (смесь пропана и бутана техническая))
- газовый конденсат стабильный
- дистиллят газового конденсата легкий, средний, тяжелый
- сера техническая газовая жидкая, комовая, гранулированная[4]
- широкая фракция лёгких углеводородов